# Campionati del mondo di ciclismo su strada 2003 - Cronometro maschile Under-23
La cronometro maschile Under-23 dei Campionati del mondo di ciclismo su strada 2003 è stata corsa il 7 ottobre in Canada, nei dintorni di Hamilton, su un percorso di 30,3 km. L'oro andò al tedesco Markus Fothen che vinse con il tempo di 38'35"29 alla media di 47,11 km/h, argento all'olandese Niels Scheuneman e a completare il podio il russo Alexandr Bespalov.

## Classifica (Top 10)
| Pos. | Corridore         | Squadra     | Tempo     |
| ---- | ----------------- | ----------- | --------- |
| 1    | Markus Fothen     | Germania    | 38'35"29  |
| 2    | Niels Scheuneman  | Paesi Bassi | a 18"99   |
| 3    | Alexandr Bespalov | Russia      | a 21"28   |
| 4    | Thomas Löfkvist   | Svezia      | a 30"32   |
| 5    | Jure Zrimsek      | Slovenia    | a 45"59   |
| 6    | Michael Creed     | Stati Uniti | a 47"56   |
| 7    | Viktor Rapinski   | Bielorussia | a 48"50   |
| 8    | Brian Vandborg    | Danimarca   | a 1'00"92 |
| 9    | Thomas Dekker     | Paesi Bassi | a 1'02"27 |
| 10   | Petter Renäng     | Svezia      | a 1'14"23 |